# أوغنين كوزميتش
أوغنين كوزميتش (بالسيريلية الصربية: Огњен Кузмић) مواليد 16 مايو 1990 في جمهورية البوسنة والهرسك الاشتراكية، هو لاعب كرة سلة صربي. بدأ مسيرته الاحترافية في سنة 2007. تم اختياره من قبل فريق غولدن ستايت ووريورز خلال الدرافت. يحمل الرقم 32. يبلغ طوله 7 قدم 0 بوصة (2.1 م). فاز بلقب دوري إن بي إيه.

## المسيرة الاحترافية
لعب مع بالونكيستو مالقا في الدوري الإسباني من سنة 2011 إلى 2013، ثم لعب مع غولدن ستايت ووريورز من سنة 2013 إلى 2015، ثم لعب مع نادي باناثينايكوس لكرة السلة في موسم 2015–2016.

## إحصائيات المسيرة
| † | يشير إلى المواسم التي فاز فيها بالبطولة |

### الرابطة الوطنية لكرة السلة

#### الموسم الاعتيادي
| السنة    | الفريق              | لعب | بدأ | دقيقة | ميداني% | ثلاثية | حرة   | ارتداد | صنع | استلاب | تصدي | نقطة |
| -------- | ------------------- | --- | --- | ----- | ------- | ------ | ----- | ------ | --- | ------ | ---- | ---- |
| 2013–14  | غولدن ستايت ووريورز | 21  | 0   | 4.4   | .385    | .000   | .455  | 1.0    | .1  | .1     | .2   | .7   |
| 2014–15† | غولدن ستايت ووريورز | 16  | 0   | 4.5   | .667    | .000   | 1.000 | 1.1    | .4  | .1     | .1   | 1.3  |
| المسيرة  | المسيرة             | 37  | 0   | 4.4   | .520    | .000   | .600  | 1.0    | .2  | .1     | .1   | .9   |

#### الأدوار الإقصائية
| السنة   | الفريق              | لعب | بدأ | دقيقة | ميداني% | ثلاثية | حرة  | ارتداد | صنع | استلاب | تصدي | نقطة |
| ------- | ------------------- | --- | --- | ----- | ------- | ------ | ---- | ------ | --- | ------ | ---- | ---- |
| 2014    | غولدن ستايت ووريورز | 3   | 0   | 2.7   | .000    | .000   | .000 | 1.3    | .0  | .0     | .0   | .0   |
| المسيرة | المسيرة             | 3   | 0   | 2.7   | .000    | .000   | .000 | 1.3    | .0  | .0     | .0   | .0   |

### الدوري الأوروبي
| السنة   | الفريق                       | لعب | بدأ | دقيقة | ميداني% | ثلاثية | حرة  | ارتداد | صنع | استلاب | تصدي | نقطة | أداء |
| ------- | ---------------------------- | --- | --- | ----- | ------- | ------ | ---- | ------ | --- | ------ | ---- | ---- | ---- |
| 2015–16 | نادي باناثينايكوس لكرة السلة | 25  | 18  | 13.8  | .480    | .000   | .682 | 4.1    | .3  | .4     | .3   | 5.1  | 6.1  |
| 2016–17 | نادي ريد ستار لكرة السلة     | 30  | 30  | 20.7  | .549    | .000   | .707 | 7.0    | 1.0 | 1.0    | .6   | 9.4  | 13.9 |
| المسيرة | المسيرة                      | 55  | 48  | 17.6  | .526    | .000   | .698 | 5.7    | .7  | .7     | .5   | 7.5  | 10.3 |

## روابط خارجية
- أوغنين كوزميتش على موقع الاتحاد الدولي لكرة السلة (الإنجليزية)
- أوغنين كوزميتش على موقع الدوري الأوروبي لكرة السلة (الإنجليزية)
- أوغنين كوزميتش على موقع إن بي أي (الإنجليزية)
- أوغنين كوزميتش على موقع سبورتس رفرنس (الإنجليزية)
- أوغنين كوزميتش على موقع الدوري الإسباني لكرة السلة (الإسبانية)
- أوغنين كوزميتش على موقع كرة السلة الأوروبية.كوم (الإنجليزية)
- أوغنين كوزميتش على موقع DraftExpress.com (الإنجليزية)
- أوغنين كوزميتش على موقع إي إس بي إن.كوم (الإنجليزية)
- أوغنين كوزميتش على موقع ريلجم (الإنجليزية)
- أوغنين كوزميتش على موقع بروبوليرز (الإنجليزية)